# Alfons II. Aragonski
Alfons II. Aragonski (aragonski: Alifonso II d'Aragón) (Villamayor del Valle, Huesca, 1./25. ožujka 1157. – Perpignan, 25. travnja 1195.) bio je kralj Aragonije i grof Barcelone (kao Alfons I. Barcelonski) od 18. srpnja 1164. do svoje smrti. Znan je i kao Alfons Čedni ili Alfons Trubadur. Bio je prvi kralj Aragonije koji je bio i grof Barcelone. Vladao je Krunom Aragonije sastavljenom od kraljevine Aragonije i grofovije Barcelone. Od 1166. do 1173. bio je i grof Provanse.
Bio je sin aragonske kraljice Petronille (Petrunjela) i njenog muža, grofa Rajmonda Berenguera IV. te unuk kralja Ramira II. Redovnika, a zvan je i Rajmond, po ocu.
Bio je saveznik (i imenjak) kralja Alfonsa VIII. Kastiljskog, čija se kći Leonora udala za unuka Alfonsa II., Jakova I. Sam Alfons Aragonski oženio je tetu Alfonsa Kastiljskog, princezu Sanču.
Alfons II. je bio pjesnik te bliski prijatelj Rikarda I. Lavljeg Srca, kralja Engleske. Premda je Alfons imao nadimak Čedni, trubaduri su ispjevali pjesme u kojima opisuju njegove ljubavne afere.

## Alfonsova djeca
Djeca Alfonsa i Sanče:
- Konstanca Aragonska
- Petar II. Katolički
- Alfons II. od Provanse
- Leonora Aragonska (1182. – 1226.)
- Sanča Aragonska, grofica Toulousea
- Sančo
- Rajmond Berenguer
- Fernando
- Dulce

## Pokop
Alfons je pokopan u samostanu Pobletu.